# Lisów (Święty Krzyż)
Lisów is een dorp in het Poolse woiwodschap Święty Krzyż, in het district Kielecki in zuid-centraal Polen. De plaats maakt deel uit van de gemeente Morawica en telde in 2020 totaal 438 inwoners. Het dorp ligt 7 kilometer zuidoostelijk van Morawica en 22 kilometer zuidelijk van de regiohoofdstad Kielce.